# Wiener Philharmoniker (Münze)
| Wiener Philharmoniker | Wiener Philharmoniker                                       |
| --------------------- | ----------------------------------------------------------- |
| Metall:               | 99,99 % Au 99,9 % Ag 99,95 % Pt                             |
| Rand:                 | geriffelt (Au) glatt (Ag) geriffelt (Pt)                    |
| Prägejahre:           | 1989 bis heute (Au) 2008 bis heute (Ag) 2016 bis heute (Pt) |
| Vorderseite           |                                                             |
|                       |                                                             |
| Motiv:                | Instrumente                                                 |
| Entwerfer:            | Thomas Pesendorfer                                          |
| Datum des Entwurfs:   | 1989                                                        |
| Rückseite             |                                                             |
|                       |                                                             |
| Motiv:                | Orgel                                                       |
| Entwerfer:            | Thomas Pesendorfer                                          |
| Datum des Entwurfs:   | 1989                                                        |

Der Wiener Philharmoniker, oft kurz Philharmoniker, ist eine österreichische Münze, ursprünglich aus Gold, seit Februar 2008 wird auch eine Silberversion sowie seit Februar 2016 eine Platinversion ausgegeben.
Sie ist offizielles Zahlungsmittel mit dem entsprechenden Nennwert, mit der Euro-Einführung im Jahr 2002 änderte sich der Nennwert von Schilling zu Euro. Als Bullionmünze wird sie aber nicht zum Nennwert, sondern zum Edelmetallwert gehandelt und ist daher ausschließlich als Anlagemünze in Gebrauch:
Der Gold-Philharmoniker hat einen Feingehalt von 999,9⁄1000 (pures Gold), sein Verkaufspreis orientiert sich am tagesaktuellen Goldpreis zuzüglich eines geringen Aufgeldes, analog der Silber-Philharmoniker am Silberpreis. In den meisten Ländern wird der Gold-Philharmoniker umsatzsteuerfrei gehandelt, der Silber-Philharmoniker unterliegt teilweise einem verminderten Umsatzsteuersatz.
Sie wird ausschließlich in Wien in der Münze Österreich nach Bedarf geprägt.
Das Motiv bleibt jährlich gleich, lediglich das Prägejahr ändert sich. Von der ersten Prägung an zeigt die Münze auf der einen Seite Instrumente des berühmten Wiener Orchesters, namentlich Horn, Fagott, Harfe, zwei Geigen, zwei Bratschen und mittig ein Cello. Auf der anderen Seite ist die – etwa vom Neujahrskonzert bekannte – Orgel im Goldenen Saal des Wiener Musikvereins zu sehen. Sein Aussehen verdankt der Wiener Philharmoniker dem Chefgraveur der Münze Österreich, Thomas Pesendorfer.

## Geschichte
Die Münze wurde am 10. Oktober 1989 erstmals im Handel angeboten. Anfänglich gab es den Wiener Philharmoniker nur in zwei Größen: zu einer Unze (ca. 31,1 g) sowie zu einer viertel Unze. Inzwischen kamen Ausgaben zu einer halben und einer zehntel Unze hinzu, im Jahr 2014, passend zum 25-jährigen Jubiläum, ergänzt um eine fünfundzwanzigstel Unze zu 4 Euro Nennwert. Im Jahr 1990 war die Münze die meistverkaufte in Europa, am Weltmarkt erreichte sie den zweiten Rang. Außerdem wurde die Münze aus Wien 1992, 1995, 1996 und 2000 vom World Gold Council zur „meistgekauften Münze der Welt“ erklärt. Seit dem Beginn der Prägung im Oktober 1989 wurden bis 2004 mehr als 8,2 Millionen Wiener Philharmoniker verkauft. All diese Münzen zusammen haben ein Feingewicht von 5,6 Millionen Unzen (rund 174 Tonnen) Gold.
Seit dem 1. Februar 2008 wird zusätzlich eine Silberversion der Münze mit einem Nennwert von 1,50 Euro herausgegeben. An Weiterverkäufer oder Investoren wird die Münze in größeren Gebinden abgegeben; in einer Philharmoniker-Masterbox sind 500 Münzen in 25 Plastikröhrchen à 20 Münzen untergebracht.
Seit dem 9. März 2016 wird auch eine Platinversion der Münze mit einem Nennwert von 100,00 Euro herausgegeben. Ab dem 1. Juni 2017 gibt es Platinmünzen mit einer fünfundzwanzigstel Unze und einem Nennwert von 4 Euro.
Der Wiener Philharmoniker ist die einzige europäische Anlagemünze mit Euro-Nennwert, daneben gibt es aber eine große Menge an Gedenkmünzen mit Euro-Nennwert, die ebenfalls als Anlage verwendet werden. Im Jahr 2004 hielt der Wiener Philharmoniker in Europa 35 bis 40 % der Umsätze. Von besonderer Bedeutung ist der Wiener Philharmoniker in Nordamerika und Japan.

## Erhältliche Münzen

Platin-Philharmoniker (Wertseite)

Folgende Münzen sind erhältlich.
Gold-Philharmoniker:
| Größe     | Durchmesser | Dicke  | Gewicht   | Nennwert | Nennwert | Prägejahre |
| --------- | ----------- | ------ | --------- | -------- | -------- | ---------- |
| 1⁄25 Unze | 13,0 mm     | 0,8 mm | 1,2441 g  | 4 €      |          | ab 2014    |
| 1⁄10 Unze | 16,0 mm     | 1,1 mm | 3,1210 g  | 10 €     | 200 ATS  | ab 1991    |
| 1⁄4 Unze  | 22,0 mm     | 1,2 mm | 7,7760 g  | 25 €     | 500 ATS  | ab 1989    |
| 1⁄2 Unze  | 28,0 mm     | 1,6 mm | 15,5520 g | 50 €     | 1000 ATS | ab 1994    |
| 1 Unze    | 37,0 mm     | 2,0 mm | 31,1030 g | 100 €    | 2000 ATS | ab 1989    |

Silber-Philharmoniker:
| Größe  | Durchmesser | Dicke  | Gewicht  | Nennwert | Prägejahre |
| ------ | ----------- | ------ | -------- | -------- | ---------- |
| 1 Unze | 37,0 mm     | 3,2 mm | 31,103 g | 1,50 €   | ab 2008    |

Platin-Philharmoniker:
| Größe     | Durchmesser | Dicke   | Gewicht  | Nennwert | Prägejahre |
| --------- | ----------- | ------- | -------- | -------- | ---------- |
| 1⁄25 Unze | 13,0 mm     |         | 1,240 g  | 4 €      | ab 2017    |
| 1 Unze    | 37,0 mm     | 1,35 mm | 31,103 g | 100 €    | ab 2016    |

## Auflagenzahl
Im Folgenden sind die Auflagen der Standardausführungen nach Jahrgängen aufgeführt. Die Auflagen der Sonderausführungen werden in den entsprechenden Abschnitten genannt.

### Schilling-Ausgaben
| Prägejahr | 1⁄10 Unze | 1⁄4 Unze | 1⁄2 Unze | 1 Unze  |
| --------- | --------- | -------- | -------- | ------- |
| 1989      | 0–        | 272.000  | –        | 351.000 |
| 1990      | 0–        | 162.000  | –        | 484.500 |
| 1991      | 082.500   | 146.000  | –        | 233.500 |
| 1992      | 099.000   | 176.000  | –        | 537.000 |
| 1993      | 099.500   | 126.000  | –        | 234.000 |
| 1994      | 112.000   | 121.200  | 94.700   | 218.600 |
| 1995      | 151.100   | 156.000  | 57.400   | 645.500 |
| 1996      | 128.300   | 139.200  | 88.000   | 377.600 |
| 1997      | 115.300   | 100.700  | 68.200   | 408.300 |
| 1998      | 102.800   | 090.800  | 47.300   | 330.300 |
| 1999      | 145.000   | 081.600  | 44.200   | 230.700 |
| 2000      | 032.600   | 025.900  | 20.500   | 245.700 |
| 2001      | 026.400   | 025.800  | 26.800   | 054.700 |

### Euro-Ausgaben
| Prägejahr | 1⁄25 Unze | 1⁄10 Unze | 1⁄4 Unze | 1⁄2 Unze | 1 Unze  |
| --------- | --------- | --------- | -------- | -------- | ------- |
| 2002      | 0–        | 075.789   | 040.807  | 040.922  | 164.105 |
| 2003      | 0–        | 059.654   | 034.019  | 026.848  | 179.881 |
| 2004      | 0–        | 067.994   | 032.449  | 024.269  | 176.319 |
| 2005      | 0–        | 062.071   | 032.817  | 021.049  | 158.564 |
| 2006      | 0–        | 039.892   | 029.609  | 020.085  | 082.174 |
| 2007      | 0–        | 076.325   | 034.631  | 025.091  | 108.675 |
| 2008      | 0–        | 176.682   | 097.090  | 073.778  | 715.842 |
| 2009      | 0–        | 437.706   | 171.992  | 092.249  | 903.047 |
| 2010      | 0–        | 226.685   | 084.968  | 056.607  | 501.951 |
| 2011      | 0–        | 272.227   | 102.026  | 073.488  | 586.686 |
| 2012      | 0–        | 176.262   | 064.314  | 049.483  | 341.411 |
| 2013      | 0–        | 193.115   | 077.219  | 069.573  | 579.223 |
| 2014      | 078.551   | 147.461   | 068.440  | 057.816  | 418.919 |
| 2015      | 088.157   | 263.439   | 112.228  | 101.500  | 647.100 |
| 2016      | 067.915   | 181.536   | 091.809  | 078.460  | 451.007 |
| 2017      | 040.186   | 131.815   | 065.068  | 052.281  | 355.436 |
| 2018      | 044.637   | 116.932   | 046.089  | 044.750  | 318.334 |
| 2019      | 044.023   | 100.697   | 056.199  | 040.890  | 164.312 |
| 2020      | 119.230   | 329.377   | 155.908  | 112.430  | 706.626 |

### Silber-Ausgaben
| Prägejahr | 1 Unze     |
| --------- | ---------- |
| 2008      | 07.773.018 |
| 2009      | 09.014.839 |
| 2010      | 11.358.168 |
| 2011      | 17.873.721 |
| 2012      | 08.769.227 |
| 2013      | 14.536.408 |
| 2014      | 04.643.508 |
| 2015      | 07.298.593 |
| 2016      | 03.448.390 |
| 2017      | 02.064.804 |
| 2018      | 02.101.592 |
| 2019      | 02.904.983 |
| 2020      | 07.193.117 |

### Platin-Ausgaben
| Prägejahr | 1⁄25 Unze | 1 Unze |
| --------- | --------- | ------ |
| 2016      | –         | 35.257 |
| 2017      | 4.100     | 15.354 |
| 2018      | 2.814     | 13.753 |
| 2019      | 2.034     | 17.798 |
| 2020      | 4.913     | 40.891 |

## Big Phil

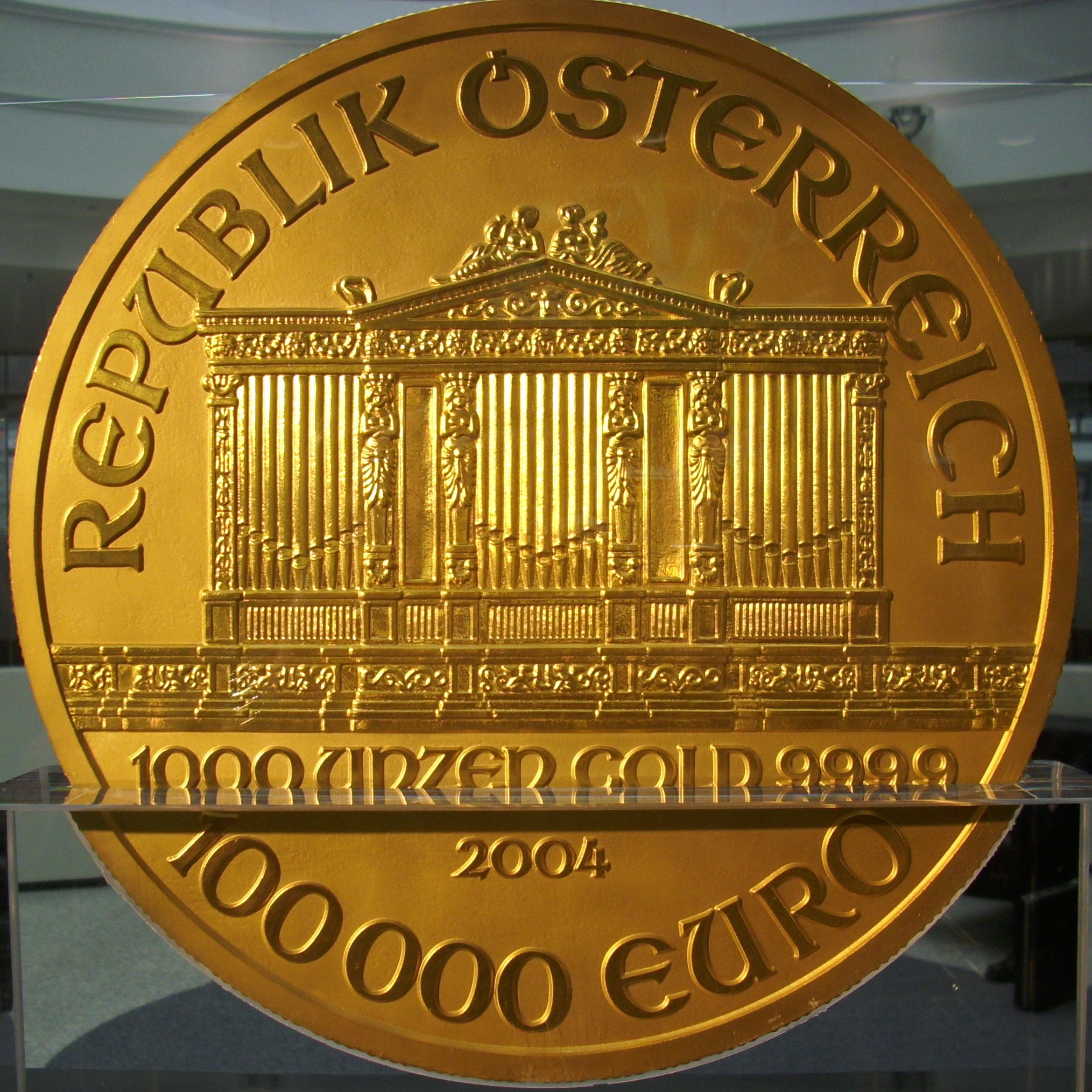
Big Phil

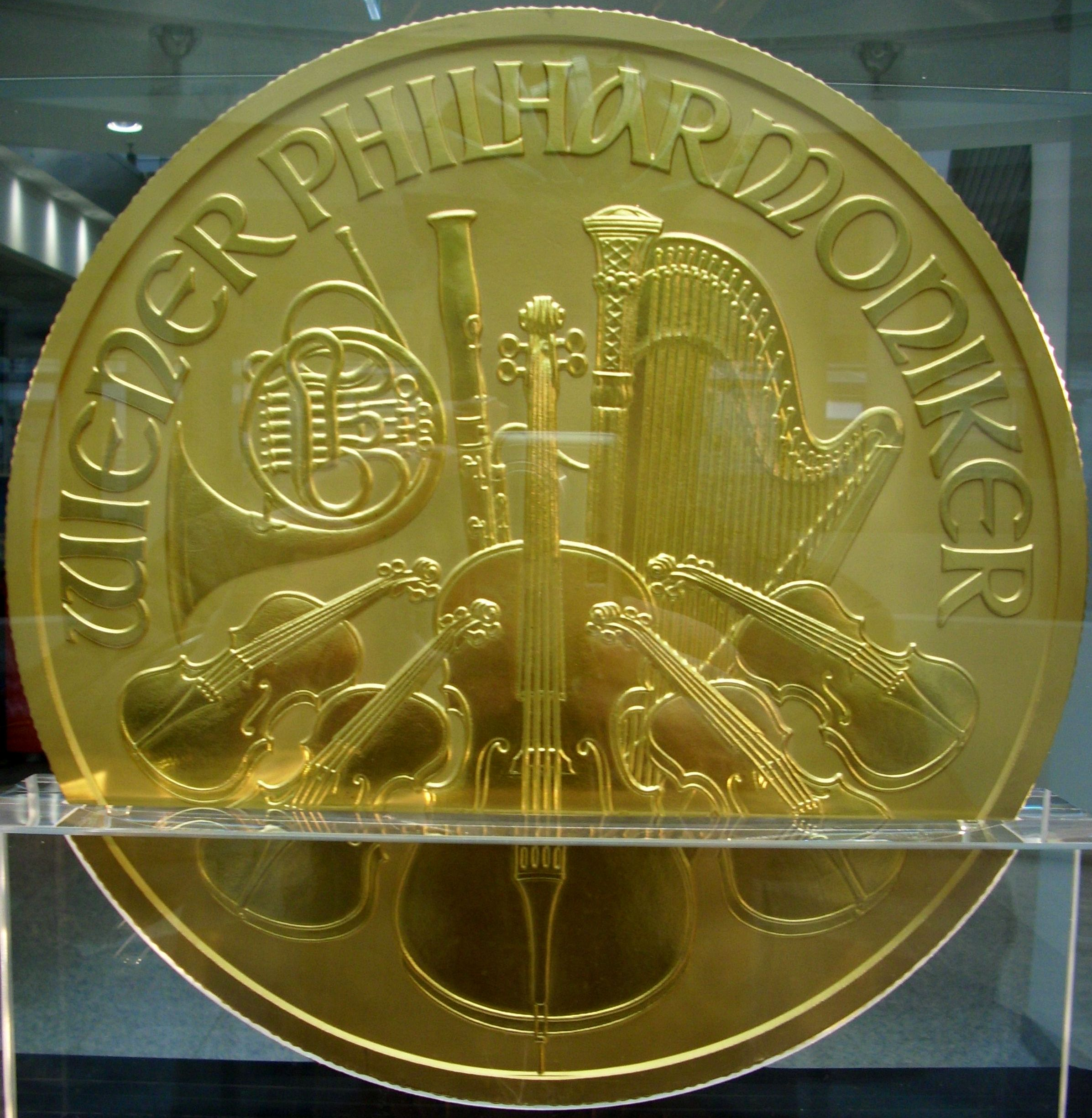
Big Phil

Zum 15-jährigen Jubiläum der Anlagemünze Wiener Philharmoniker gab die Österreichische Münze 2004 eine 1000-Unzen-Version mit Nennwert 100.000 Euro heraus. Die „Big Phil“ genannte Münze besteht aus 31,103 kg Gold. Sie hat einen Durchmesser von 37 cm und ist 2 cm dick. Entsprechend den 15 Philharmoniker-Jahren wurden von ihr nur 15 Stück hergestellt. Die Präsentation der Münze fand vor dem Wiener Riesenrad im Rahmen einer Galaveranstaltung statt, für die das Riesenrad mittels Verkleidungen und Lichteffekten wie eine überdimensionierte Goldmünze gestaltet wurde. Eine der Münzen ist im Geldmuseum der Österreichischen Nationalbank ausgestellt, eine weitere zeigt der Edelmetallhändler pro aurum zu Werbezwecken in seinem Münchner Stammsitz und auf Wanderausstellungen. Der Materialwert betrug 2022 etwa 1.830.000 Euro.

## 20-Unzen-Goldmünze
2009 wurde zum 20-jährigen Bestehen des Wiener Philharmonikers wiederum eine Sonderprägung herausgegeben. Sie hat einen Nennwert von 2000 Euro und ein Feingewicht von 20 Unzen bzw. 622 g. Der Durchmesser beträgt 74 mm bei einer Dicke von 8,3 mm. Zum Ausgabezeitpunkt im Oktober 2009 betrug der Materialwert rund 14.000 Euro. Aufgrund der limitierten Prägung wird die Münze mit einem Aufschlag von etwa 10 % über Goldpreis angeboten. Die Gesamtauflage beträgt 6027 Münzen (dreimal 2009), welche jeweils im Holzetui und mit Zertifikat vertrieben werden.

## 25 Jahre Wiener Philharmoniker
2014 wurde das 25-jährige Bestehen des Wiener Philharmonikers mit einer Sonderausgabe des goldenen Wiener Philharmonikers in der höchsten Prägequalität „Polierte Platte/Proof“ gefeiert. Das Set, bestehend aus 1 Unze und 1⁄4 Unze des Wiener Philharmonikers aus Gold, erschien in einer Auflage von 5.000 Stück.